# Ecdótica
Se denomina ecdótica, crítica textual o crítica menor a una rama de la filología que tiene por cometido editar textos de la forma más fiel posible al original o a la voluntad del autor, procurando principalmente la eliminación de errores de transcripción. Para ello se vale de un amplio instrumental filológico altamente codificado y experimentado milenariamente desde tiempos del Museo de Alejandría, así como de una serie de disciplinas auxiliares como la codicología, la paleografía o la biblioteconomía. Las ediciones que se realizan con criterios ecdóticos se denominan ediciones críticas, en sentido estricto cuando agotan mediante el estudio la transmisión y las posibilidades de determinación del texto y sus diversas lecciones, o más ampliamente ediciones filológicas. Los escribas, amanuenses y copistas en general cometían errores o alteraciones al transcribir caligráficamente los manuscritos. Dada una o varias copias de un manuscrito, pero no la original, la crítica textual pretende reconstruir un texto tan cercano al original perdido como sea posible.
La crítica textual ha de afrontar los problemas relativos a Autoría, Datación o fechación y Edición propiamente dicha. El proceso crítico, que se resuelve expositivamente en la configuración de un aparato, tiene sus momentos clave en la recensio, la emendatio y el establecimiento del stemma o árbol genealógico de la obra.  
La ecdótica es de singular importancia para la edición de textos antiguos y transmitidos de manera fragmentaria o incompleta, cuyo original puede haber desaparecido, y de los que solo poseemos copias que a menudo difieren entre sí. Se aplica a la reconstrucción de textos que han sido deturpados por el paso del tiempo, la tradición manuscrita, la pérdida de originales, la ausencia de copias fiables, etc. Desde este punto de vista, la ecdótica puede considerarse la arqueología del texto.

## Breve historia de la ecdótica
Los primeros filólogos preocupados por la integridad y fidelidad en la edición de las obras fueron los filólogos alejandrinos que editaron las obras de Homero. En la Edad Media, el filólogo romano y padre de la Iglesia San Jerónimo se preocupó de conocer bien el hebreo y el griego para establecer un canon fiable de textos sagrados para el cristianismo, la Biblia conocida como Vulgata. Con posterioridad, el Humanismo del Renacimiento se aplicó a realizar esa misma tarea con mayor amplitud para la literatura grecolatina clásica, que por primera vez se intentó restituir de manera amplia y, por así decir, programada. En el siglo XIX Karl Lachmann hizo los primeros intentos estables para superar de forma científica el procedimiento impresionista de enmienda de errores (emendatio ope ingenii) de los humanistas. En este sentido hizo también contribuciones Gaston Paris. Por otra parte, Henri Quentin ideó el método reconstructivo, y Joseph Bédier encontró algunos fallos en el método de Lachmann al editar el Lai de l'ombre: no preveía las contaminaciones "horizontales" entre varios textos simultáneamente. El neolachmannismo, sin embargo, resurgió con fuerza como un mal menor (Sebastiano Timpanaro, Cesare Segre). Pero la era electrónica o digital, no solo ha aportado una gran catalografía tendente a una ingente unificación por países e incrementado en extremo las posibilidades de búsqueda, localización y cuantificación de materiales sino que, mediante los nuevos campos ya establecidos de la llamada Informática para Humanidades, o Informática humanística o Humanidades digitales y los conceptos y usos de la edición digital, su concepto de hipertexto y las consiguientes nuevas posibilidades que aportan, ha venido a amplificar notablemente el panorama y la gama de medios existentes.

## Problemas y peligros de la ecdótica
Un defecto común de las ediciones impresas es, por un lado, la abundancia de erratas o errores, cuya acumulación lleva a deturpar el texto, y por otro lado la falta de sentido crítico a la hora de escoger el mejor texto para realizar una edición. El texto de una edición, pues, debe escogerse por su fidelidad al original del autor, si no es el original mismo. El conjunto de textos que transmite una obra determinada se denomina en crítica textual tradición. Entre estos códices hay que escoger el mejor texto, y no siempre puede encontrarse el texto más fiel en uno determinado de los libros o manuscritos que transmiten una obra: a veces es necesario reconstruir un texto perdido que se conserva fragmentaria, deformada o irregularmente entre varios testimonios dispersos y muchas veces los textos que conservan una obra en la tradición difieren en un pasaje determinado, que se ve alterado o corrupto. Eso exige un gran esfuerzo crítico para presentar un texto homogéneo y fiel y un juicio científico muy fino para encontrar una lectio facilior (lectura más próxima al pasaje original del autor) en vez de una lectio difficilior (lectura errónea y alejada del texto original). Por ejemplo, en las ediciones de Garcilaso de la Vega apareció este verso "y de las verdes hojas" en la publicación de 1543 junto con la obra de Juan Boscán; pero en un manuscrito aparece "y de las verdes ovas". Si tanto en uno como en otro texto la lectura es correcta y fragua sentido, ¿cuál es la correcta?. Durante el Renacimiento se pensó que la más ingeniosa (emendatio ope ingenii) sea la correcta, hasta que en el siglo XIX el filólogo Karl Lachmann (1793-1851) empezó a utilizar criterios más científicos para evitar los errores que provoca la peligrosa intuición.
Un texto antiguo puede haber sido difundido a través de tres tradiciones diferentes según el procedimiento de transmisión: la manuscrita, la impresa y la oral. Cada una genera una tipología diferente de errores de copia. A estas tradiciones puede añadirse modernamente una más, la transmisión electrónica, que genera una tipología de errores mecanizados también distinta. En el caso del manuscrito, este puede ser autógrafo (del autor) o apógrafo (copia de otro). Cuando conservamos un manuscrito sabemos que es original si es autógrafo. A partir del siglo XVIII en la mayor parte de los países se empiezan a regular los derechos de autor, por lo cual no se publica nada sin autorización del autor y es importante en el caso de los impresos: el texto impreso a veces es superior al manuscrito porque el manuscrito ha sido corregido o la edición es revisada por el autor, o la edición se basa en un buen manuscrito no conocido. Actualmente las ediciones son revisadas por el autor: corrección de pruebas. Por ejemplo, en La Regenta se lee "un gabinete viejo" y pasados 70 años de la muerte de Clarín se demuestra que la verdadera expresión era "un gabinete rojo" mirando los manuscritos originales del autor. Por otra parte, en la transmisión los textos pueden haber sufrido otro tipo de estragos relacionados con la cultura: la censura, la adaptación, el resumen, el alargamiento... Tiempo de silencio, de Luis Martín Santos, por ejemplo, tiene hoy veinte páginas más que en 1969, cuando se editó con páginas censuradas en tiempos de Franco.
La codicología enseña cómo describir y estudiar los códices manuscritos. La crítica textual, cómo advertir los errores de copia, enmendarlos y editar un texto con fidelidad al original perdido o arquetipo. Para ello se reconstruye un árbol de testimonios escritos de una obra llamado stemma o estema, que sirve para orientar al editor a través de la tradición que ha transmitido un texto. Los errores de copia, según estatuyó Karl Lachmann, creador del método lachmaniano de edición de textos que lleva su nombre, sirven para separar las ramas de ese árbol estableciendo distintas vías de transmisión. De esa forma se establecen familias de textos por un texto original del cual desciende un grupo de obras.

## Eclecticismo
El eclecticismo se refiere a la práctica de consultar una amplia diversidad de testimonios de un original en particular. La práctica se basa en el principio que en las historias más independientes de transmisión es menos probable que se transmitan los mismos errores. Lo que uno omite, el otro podría conservarlo; lo que uno agrega, en el otro probablemente no lo agregue. El eclecticismo permite hacer inferencias para que sean elaboradas hacia el texto original, basadas en la evidencia del contraste entre los testimonios.